# Opodatkowanie na zasadach ogólnych
Opodatkowanie na zasadach ogólnych – opodatkowanie prowadzonej działalności na zasadach ogólnych jest zasadniczo wyborem podatnika, z tym, że dla podmiotów prowadzących działalność w formie spółek prawa handlowego forma ta jest jedyną dopuszczalną formą opodatkowania.
Ewidencja księgowa dokonywanych operacji prowadzona może być w formie podatkowej księgi przychodów i rozchodów (wyłącznie dla osób fizycznych i spółek cywilnych osób fizycznych) bądź ksiąg rachunkowych. Podstawą opodatkowania jest faktycznie osiągnięty dochód.
Podatnicy do dnia 20 każdego następnego miesiąca składają deklaracje o wielkości osiągniętego przychodu i wpłacają zaliczkę na podatek dochodowy za miesiąc poprzedni. Zaliczkę za grudzień, w wysokości należnej za listopad, uiszcza się w terminie do dnia 20 grudnia.
Podatnicy będący osobami prawnymi składają wstępne zeznanie o wysokości osiągniętego dochodu do ostatniego dnia trzeciego miesiąca następującego po roku podatkowym, a zeznanie ostateczne nie później niż w 10 dniu po zatwierdzeniu sprawozdania finansowego i nie później niż do ostatniego dnia dziewiątego miesiąca po zakończeniu roku podatkowego.
Podatnicy opodatkowani na zasadach ogólnych, nie będący osobami prawnymi dokonują ostatecznego rozliczenia do dnia 30 kwietnia następnego roku. Działalność podatników dokonujących czynności podlegających regulacji ustawy o VAT podlega opodatkowaniu podatkiem VAT na zasadach ogólnych.
Źródło: Formy opodatkowania działalności gospodarczej.